# Hiperesplenismo
Hiperesplenismo é a condição médica em que, pelo aumento do volume do baço (esplenomegalia), a sua capacidade de reter e armazenar células sangüíneas aumenta, levando a redução no número de eritrócitos, de leucócitos e de plaquetas circulantes (levando, respectivamente, a anemia, leucopenia e trombocitopenia).

## Sinais e sintomas
Um baço aumentado não causa muitos sintomas e nenhum deles revela a causa específica do seu aumento. Pode haver aumento do volume abdominal nas esplenomegalias mais severas (como na doença de Gaucher) ou dor em hipocôndrio esquerdo acompanhada ou não de febre nas esplenomegalias infecciosas ou por câncer. O hiperesplenismo secundário à esplenomegalia pode causar palidez, mas o sintoma mais evidente dessa condição seria a formação de petéquias e hematomas pela plaquetopenia.

## Diagnóstico
A esplenomegalia normalmente é diagnosticada no exame físico, através de palpação ou percussão, ou através de ultrassonografia (ecografia). Deve-se diferenciar a esplenomegalia da presença de baço acessório, uma variação anatômica que ocorre em 10 a 30% da população normal e não tem qualquer significado patológico. Os exames de sangue revelam uma queda do número de eritrócitos, de leucócitos e de plaquetas.

## Tratamento
Quando possível, o médico trata a doença subjacente causadora da esplenomegalia. A esplenectomia (remoção cirúrgica do baço) raramente é necessária e pode causar problemas, incluindo a suscetibilidade a infecções graves. No entanto, vale a pena correr esses riscos em determinadas situações críticas: quando o baço destrói os eritrócitos tão rapidamente que ocorre o desenvolvimento de uma anemia intensa; quando ele exaure de tal maneira a reserva de leucócitos e de plaquetas ao ponto de tornar possível a ocorrência de infecções e hemorragias; quando ele torna-se tão volumoso a ponto de causar dor ou comprimir outros órgãos; ou quando ele torna-se tão grande que partes do mesmo sangram ou morrem. Como uma alternativa à cirurgia, a radioterapia algumas vezes pode ser utilizada para reduzir o tamanho do baço.

## Ligações Externas
- Esplenomegalia, Hiperesplenismo e Esplenectomia